# Горн (сборник)
«Горн» — сборник Московского, а с 1922 — Всероссийского пролеткульта, выходивший нерегулярно в 1918—1923. Всего вышло 9 книг. Цель сборников — «отображать работу Пролеткульта по проведению в жизнь теоретически осознанных задач». В соответствии с этим предначертанием «Горн» содержал, помимо литературы и критики, те же отделы, что и Пролеткульт, то есть изобразительный, клубный, театральный и т. д.
С 1922, с переходом на «всероссийский масштаб», журнал значительно расширяет круг вопросов, освещаемых на его страницах. Появляются новые отделы: «экономика и общественность», «наука и труд», «профессиональное движение» и т. д. Соответственно более чётко обрисовывается лицо журнала: из числа сотрудников выбывает Андрей Белый и др.; статьи приобретают большую идеологическую заострённость, направленную против буржуазных тенденций в искусстве. Наряду с «Пролетарской культурой», где те же вопросы получали более углублённую проработку, «Горн» имел большое значение в пролеткультовском движении первых лет революции.
В статье использован текст из Литературной энциклопедии 1929—1939, перешедший в общественное достояние, так как  он был опубликован анонимно и имя автора не стало известным до 1 января 1992 года.